# El moderno Barba Azul
El moderno Barba Azul es una película de comedia mexicana de 1946 dirigida por Jaime Salvador y protagonizada por Buster Keaton. La película es notable como la única producción mexicana de Keaton y como la última vez que Keaton tuvo el papel protagonista en una película.

## Argumento
Durante la Segunda Guerra Mundial, un soldado estadounidense (Keaton) escapa de un accidente aéreo sobre el Océano Pacífico. Está a la deriva durante un largo período y su rostro se cubre con una barba rala. Llega a una playa, creyendo que ha aterrizado en Japón, pero en realidad está en México. Entra en un pueblo de pescadores y es arrestado inmediatamente bajo la creencia errónea de que es un asesino en serie buscado que se casa y asesina a mujeres (también conocido como «Barba Azul»). Keaton y otro prisionero (Ángel Garasa) son puestos bajo la custodia de un científico aeronáutico que planea lanzar un cohete tripulado al espacio exterior. Los dos prisioneros, junto con la asistente del científico (Virginia Serret) son lanzados al espacio, pero su nave aterriza en una parte aislada de México. Confunden a un apicultor con un casco protector como un extraterrestre, mientras que el apicultor cree que el trío (que llevan túnicas de mago) son extraterrestres. Los prisioneros y la asistente del científico son detenidos por la policía local, y el asunto se resuelve rápidamente. Keaton y su compañero de celda reciben indultos y son libres de seguir su camino.

## Reparto
- Buster Keaton
- Luis G. Barreiro
- Guillermo Bravo Sosa
- Pedro Elviro
- Ángel Garasa
- Ramón G. Larrea
- Jorge Mondragón
- José Elías Moreno
- Ignacio Peón
- Óscar Pulido
- Enriqueta Reza
- Virginia Serret
- Fernando Soto
- José Torvay

## Producción
El moderno Barba Azul marcó la primera vez desde la producción de 1935 The Invader que Buster Keaton tuvo un papel protagonista en una película. Durante la primera parte de la década de 1940, el trabajo en pantalla de Keaton se limitó a pequeñas partes de apoyo en largometrajes y encabezó una serie de cortometrajes realizados por Columbia Pictures.
El moderno Barba Azul marcó el primer crédito de productor en solitario de Alexander Salkind. Salkind, nacido en Gdansk, Polonia, huyó de la Europa controlada por los nazis con su familia antes de la Segunda Guerra Mundial, estableciéndose en la Ciudad de México. Salkind luego produciría películas notables tales come Austerlitz (1960), la versión dirigida por Orson Welles de El proceso (1962) y Superman: The Movie (1978) y sus secuelas.
Como película mexicana, la producción se rodó en español. Keaton no hablaba español, pero habló una versión rota por su diálogo relativamente limitado. Aunque no se le atribuyeron las contribuciones al guion, Keaton incorporó varios gags de sus películas mudas clásicas en esta película, incluido un truco de equitación que se usó en Hard Luck (1921) y Go West (1925).

## Estreno
La película se estrenó en México en 1946. Sin embargo, la película no se estrenó comercialmente en los Estados Unidos hasta 1983, cuando Cantharus Productions la distribuyó en video casero en la etiqueta USA Home Video, bajo el nuevo título Boom in the Moon. La versión de video de Estados Unidos se redujo a 69 minutos, se dobló al inglés y no se presentó con la banda sonora original en español.

## Recepción
La película ha recibido críticas mixtas de críticos y estudiosos del cine. Charles Tatum, en una revisión publicada por eFilmCritic.com, declaró que «la compañía de video que lanzó esto debe haber ganado los derechos en un juego de póker de cincuenta centavos. Deberían haberle ahorrado cierta vergüenza al fallecido Keaton y haberlo dejado en el estante ... esta es mi elección para la peor, más inepta película de la década de 1940». Dave Sindelar, al revisar la película para la revista en línea Fantastic Movie Musings and Ramblings, afirmó que la película «representa el punto más bajo de una de los mejores comediantes de la pantalla de todos los tiempos» y que «todo lo que hace es recordar lo bajo que había caído hasta este punto». El historiador de cine británico Kevin Brownlow fue aún más duro, declarando que El moderno Barba Azul es la peor película de la historia.
Sin embargo, el historiador de Keaton, Jim Kline, en su libro The Complete Films of Buster Keaton, elogió a El moderno Barba Azul al afirmar que el ritmo de la película es «animado y que el reajuste de los viejos gags funciona bien dentro de la trama loca».